# František Havel (stavitel)
František Havel (3. prosince 1826 Skůry – 21. července 1880 Smíchov) byl český architekt a stavitel, působící především v Praze. Za svou stavitelskou kariéru vypracoval celou řadu novorenesančních, staveb, jeho životním dílem byla pak stavitelská práce při budování Národního divadla, na které se podílel od roku 1874 až do své smrti.

## Život

### Mládí
Narodil se v obci Skůry nedaleko Kladna. Studoval architekturu a stavitelství na pražské německé polytechnice, posléze začal podnikat společně s Antonínem Havlem.

### Kariéra
Společně realizovali stavby v Praze. Na novoměstském nábřeží u řetězového mostu přes Vltavu dokončili roku 1862 stavbu Prozatímního divadla a o rok později pak honosnou stavbu Paláce Lažanských, obě podle návrhu Vojtěcha Ignáce Ullmana. Roku 1867 bylo pak přípravným výborem pro stavbu Národního divadla rozhodnuto o svěření stavebních prací Antonínu Havlovi. Navzdory svým velkým očekáváním nebyl Ullmanův návrh vybrán, jeho spříznění stavitelé naproti tomu zakázku obdrželi. Antonín Havel byl přítomen při položení základního kamene stavby v sobotu 16. května 1868. Ceremoniálu byli přítomni také například František Palacký, Dr. Franz Schmeykal, František Ladislav Rieger, Dr. Alois Pražák, purkmistr Prahy Dr. Karel Leopold Klaudy a další významné osobnosti českého společenského života.
Stavba pracovala s projektem Josefa Zítka, jeho součástí bylo rovněž připojení budovy Prozatímního divadla, která měla vytvořit zázemí nového divadla (šatny, zkušebny, kanceláře...). Pozici stavbyvedoucího pak vykonával Bedřich Tesař. Roku 1874 však Antonín Havel z důvodu finančních problémů odstoupil od uzavřené smlouvy, protože se ale do konkurzu na stavbu nikdo nepřihlásil, převzal František Havel stavební práce. Ty vedl až do svého onemocnění v létě roku 1880.

### Úmrtí
František Havel zemřel 21. července 1880 na Smíchově následkem nemoci ve věku 53 let a byl pochován v rodinné hrobce na Olšanských hřbitovech.
Po jeho smrti převzal řízení stavby Čeněk Gregor, pozdější pražský purkmistr, který projekt dokončil bez nároku na honorář.

### Rodinný život
František Havel se okolo roku 1855 oženil s Petronelou Křikavovou z Žebráku, celkem spolu měli šest dětí, pět synů a jednu dceru.

## Dílo
- Palác Lažanských čp. 1012/I, arch. V. I. Ullmann, Smetanovo nábřeží, Praha (pozdější sídlo FAMU)
- Prozatímní divadlo, Masarykovo nábřeží, arch. V. I. Ullmann, Praha (1860–1862)
- Národní divadlo, Masarykovo nábřeží, arch. J. Zítek, Praha (1874–1880)

## Galerie

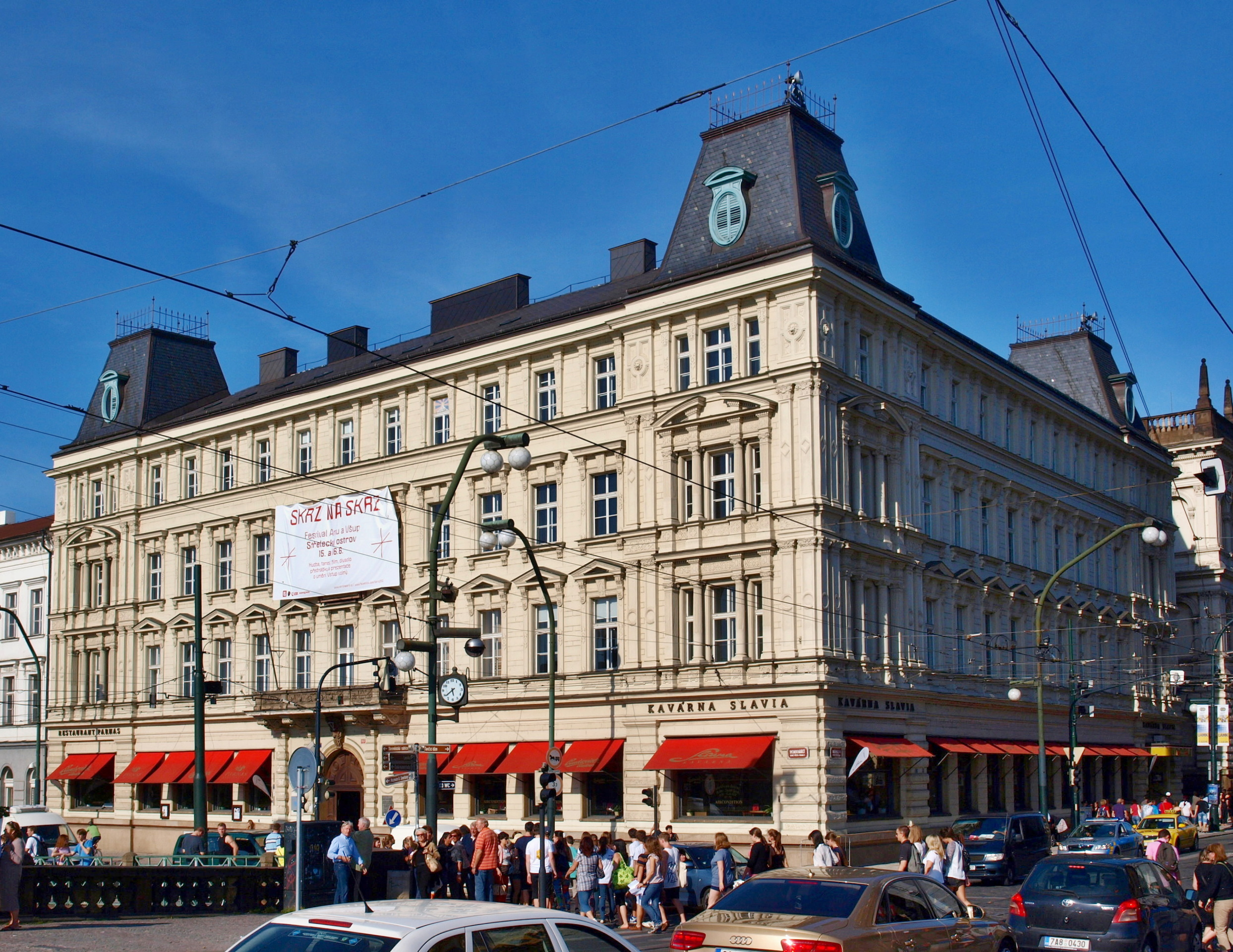
Palác Lažanských, Praha
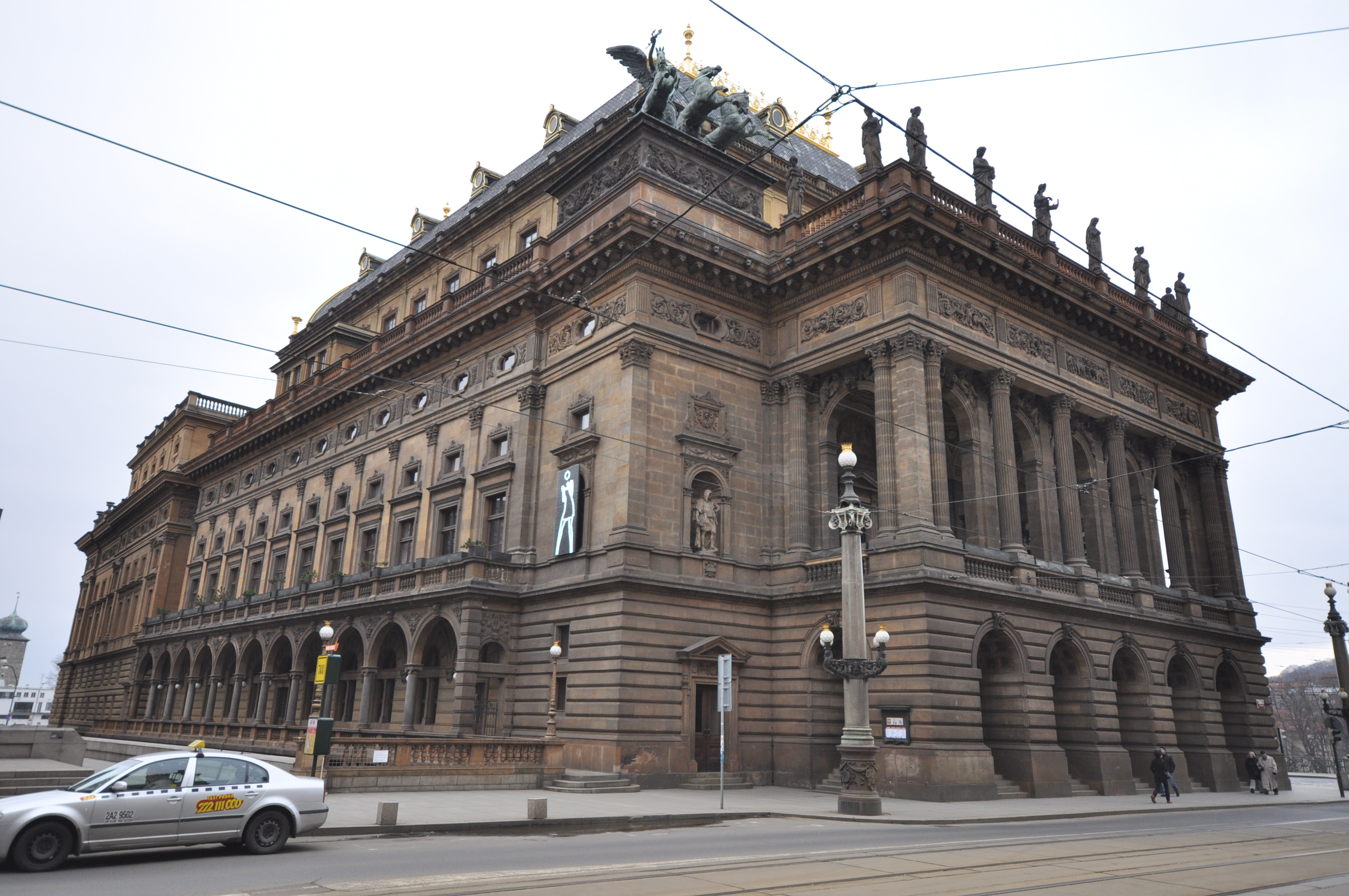
Budova Národního divadla, Praha
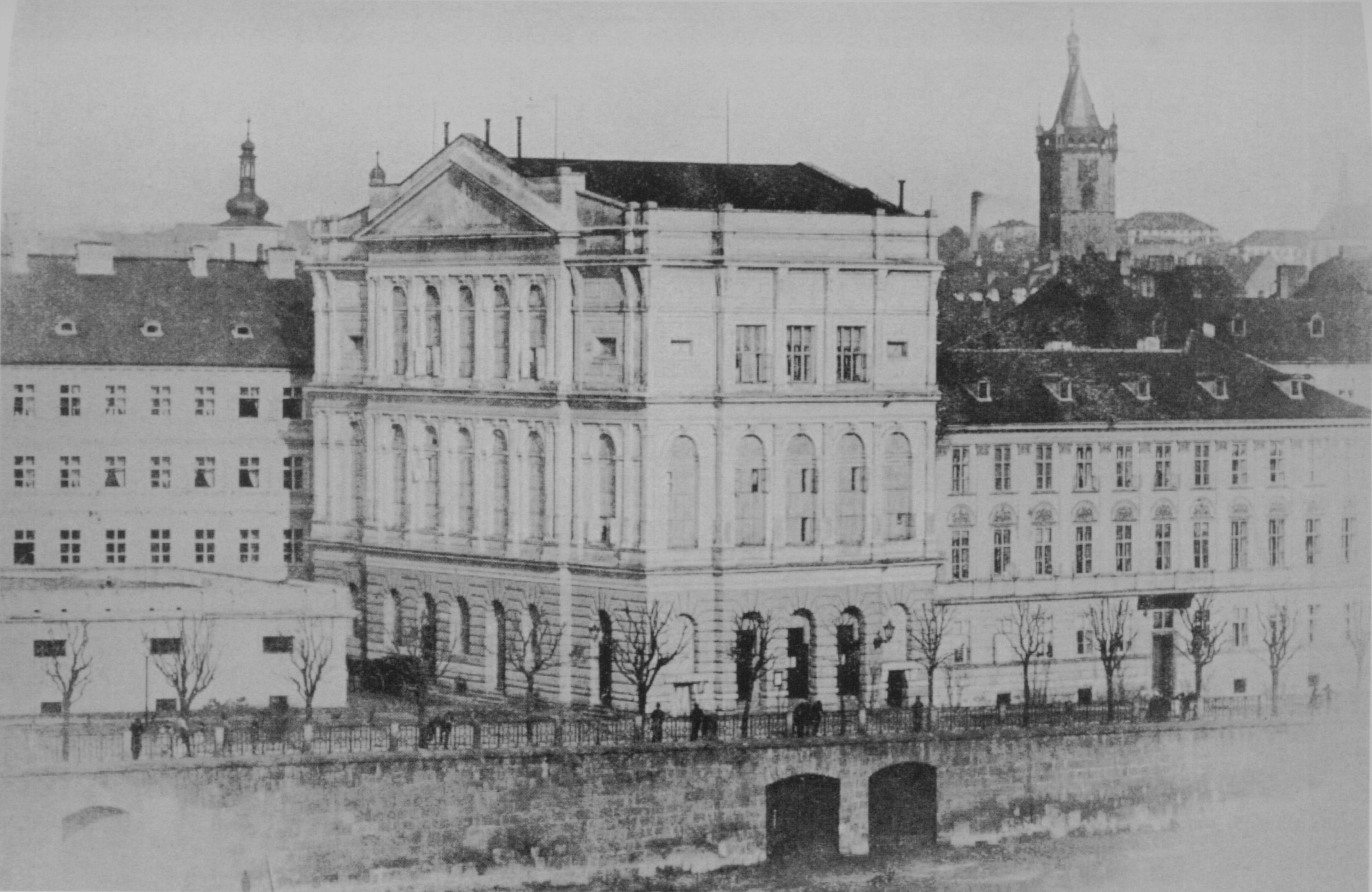
Prozatímní divadlo, Praha